# Handball-Club Leipzig
Handball-Club Leipzig, Handball-Club Leipzig e.V., HCL – niemiecki klub piłki ręcznej kobiet z siedzibą w Lipsku. Został założony w 1999 roku.

## Osiągnięcia
- 20-krotny mistrz Niemiec: 1957, 1965, 1968, 1969, 1970, 1971, 1972, 1973, 1975, 1976, 1978, 1984, 1988, 1991, 1998, 1999, 2002, 2006, 2009, 2010
- 7-krotny wicemistrz Niemiec: 2000, 2001, 2007, 2008, 2009, 2011, 2013
- 7-krotny zdobywca Pucharu Niemiec: 1983, 1987, 1996, 2000, 2006, 2007, 2008
- 2-krotny zdobywca Pucharu Zdobywców Pucharów: 1966, 1972, 2004
- 2-krotny zdobywca Pucharu EHF: 1986, 1992
- 2-krotny zdobywca Superpucharu Niemiec: 2008, 2009

## Polki w klubie
| Imię i nazwisko         | Lata gry  |
| ----------------------- | --------- |
| Karolina Kudłacz        | 2006-2017 |
| Karolina Szwed-Ørneborg | 2013-2014 |

## Kadra zawodnicza

### Sezon 2013/2014
| Numer | Imię i nazwisko         | Pozycja               |
| ----- | ----------------------- | --------------------- |
| 3     | Maura Visser            | środkowa rozgrywająca |
| 7     | Natalie Augsburg        | lewoskrzydłowa        |
| 8     | Anne Müller             | obrotowa              |
| 11    | Debbie Bont             | prawoskrzydłowa       |
| 13    | Luisa Schulze           | prawoskrzydłowa       |
| 14    | Karolina Kudłacz        | lewa rozgrywająca     |
| 18    | Saskia Lang             | lewa rozgrywająca     |
| 19    | Anne Hubinger           | prawa rozgrywająca    |
| 21    | Alexandra Mazzucco      | praw rozgrywająca     |
| 23    | Susann Müller           | lewa rozgrywająca     |
| 25    | Julia Plöger            | bramkarka             |
|       | Marlene Windisch        | lewy rozgrywający     |
|       | Melanie Herrmann        | bramkarka             |
|       | Karolina Szwed-Ørneborg | prawa rozgrywająca    |